# Alticini

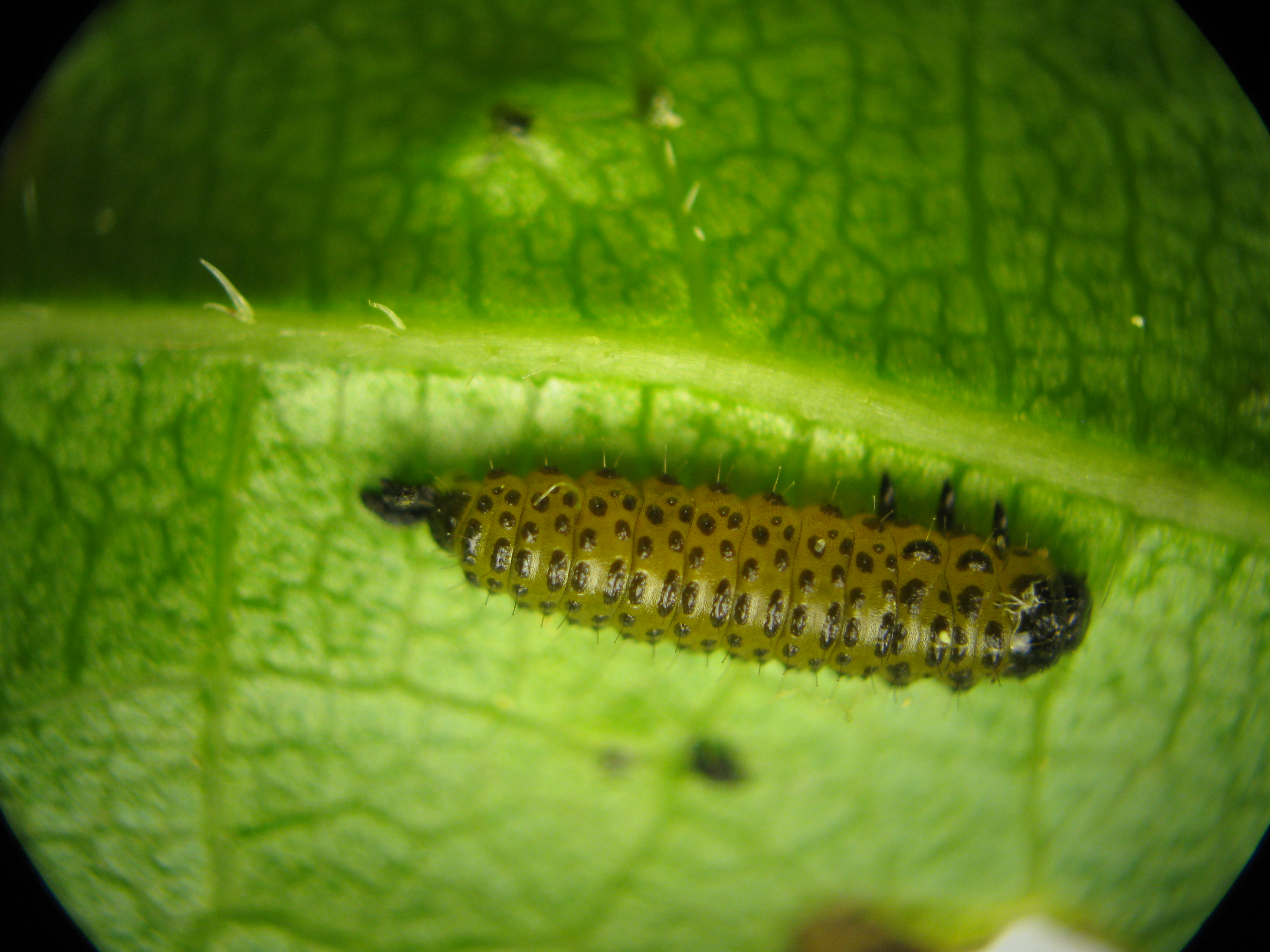
Ấn trùng loài Altica

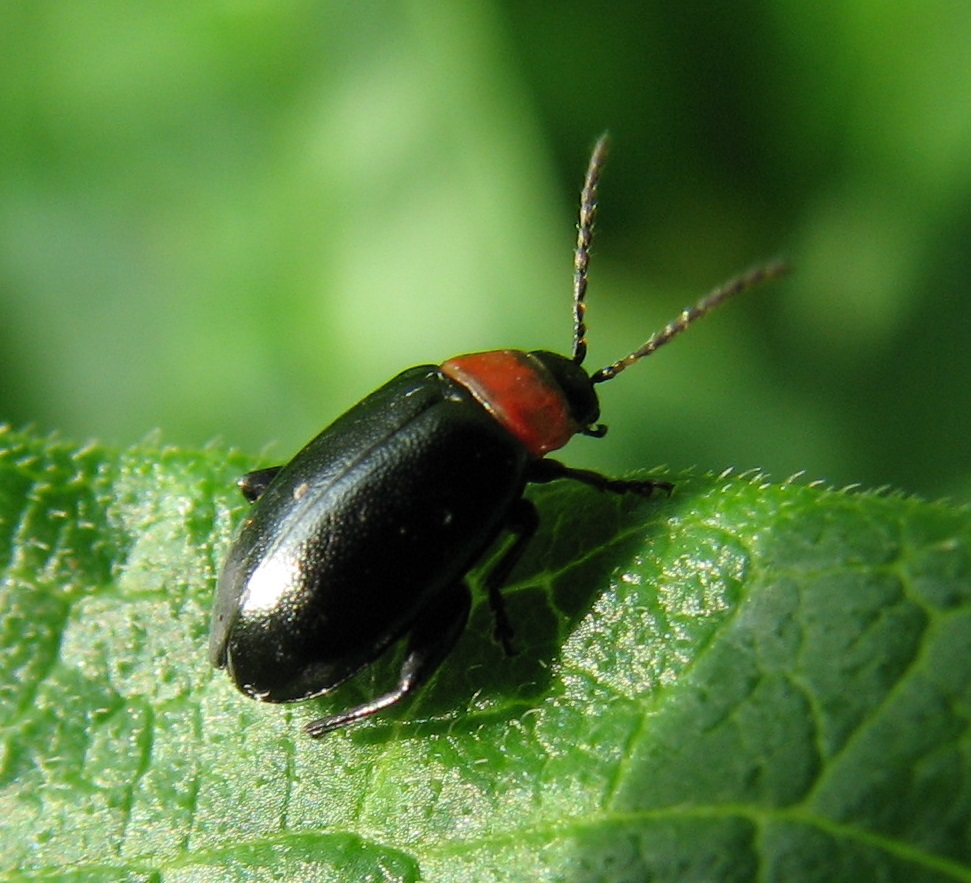
Disonycha xanthomelas

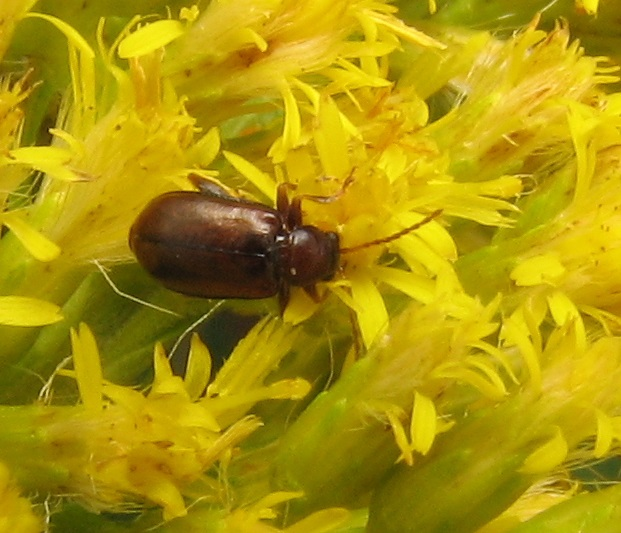
Luperaltica nigripalpis

Alticini là một tông lớn bọ cánh cứng trong họ Chrysomelidae. Tông này được xếp vào phân họ Galerucinae, với khoảng 500 chi chứa 8.000 loài.

## Các chi tiêu biểu
- Acallepitrix J.Bechyné, 1956
- Acrocyum Jacoby, 1885
- Afroaltica Biondi & D'Alessandro, 2007
- Agasicles Jacoby, 1904
- Altica Geoffroy, 1762
- Andersonoplatus Linzmeier & Konstantinov, 2018[4]
- Anthobiodes Weise, 1887
- Aphthona Chevrolat in Dejean, 1836
- Aphthonoides Jacoby, 1885
- Apteropeda Chevrolat in Dejean, 1836
- Argopistes Motschulsky, 1860
- Argopus Fischer von Waldheim, 1824
- Arrhenocoela Foudras, 1861
- Asphaera Duponchel & Chevrolat, 1842
- Aulacothorax Boheman, 1858
- Batophila Foudras, 1860
- Blepharida Chevrolat in Dejean, 1836
- Capraita J.Bechyné, 1957
- Cerataltica Crotch, 1873
- Chaetocnema Stephens, 1831
- Cornulactica Bechyné, 1955
- Crepidodera Chevrolat in Dejean, 1836
- †Crepidocnema Moskeyko et al., 2010[5]
- Derocrepis Weise, 1886
- Dibolia Latreille, 1829
- Disonycha Chevrolat in Dejean, 1836
- Distigmoptera Blake, 1943
- Dysphenges Horn, 1894
- Epitrix Foudras in Mulsant, 1859
- Glenidion H.Clark, 1860
- Glyptina J.L.LeConte, 1859
- Hemiglyptus Horn, 1889
- Hemiphrynus Horn, 1889
- Hermaeophaga Foudras, 1860
- Heyrovskya Madar & Madar, 1968
- Hippuriphila Foudras in Mulsant, 1859
- Hornaltica Barber, 1941
- Kashmirobia Konstantinov & Prathapan, 2006
- Kuschelina J.Bechyné, 1951
- Lanka Maulik, 1926
- Longitarsus Berthold, 1827
- Luperaltica Crotch, 1873
- Lupraea Jacoby, 1885
- Lysathia J.Bechyné, 1957
- Lythraria Bedel, 1897
- Mantura Stephens, 1831
- Margaridisa J.Bechyné, 1958
- Minota Kutschera, 1859
- Mniophila Stephens, 1831
- Mniophilosoma Wollaston, 1854
- Monomacra Chevrolat in Dejean, 1836
- Neocrepidodera Heikertinger, 1911
- Nesaecrepida Blake, 1964
- Nisotra Baly, 1864
- Ochrosis Foudras, 1861
- Oedionychis Latreille, 1829
- Omophoita Chevrolat in Dejean, 1836
- Orestia Chevrolat in Dejean, 1836
- Pachyonychis H.Clark, 1860
- Pachyonychus F.E.Melsheimer, 1847
- Palaeothona Jacoby, 1885
- Parchicola J.Bechyné and B.Springlová de Bechyné, 1975
- Phydanis Horn, 1889
- Phyllotreta Chevrolat in Dejean, 1836
- Podagrica Chevrolat in Dejean, 1836
- Pseudodibolia Jacoby, 1891
- Pseudolampsis Horn, 1889
- Pseudorthygia Csiki in Heikertinger and Csiki, 1940
- Psylliodes Berthold, 1827
- Sphaeroderma Stephens, 1831
- Strabala Chevrolat in Dejean, 1836
- Syphrea Baly, 1876
- Systena Chevrolat in Dejean, 1836
- Trichaltica Harold, 1876
- Ugandaltica D'Alessandro & Biondi, 2018[6]

## Hình ảnh

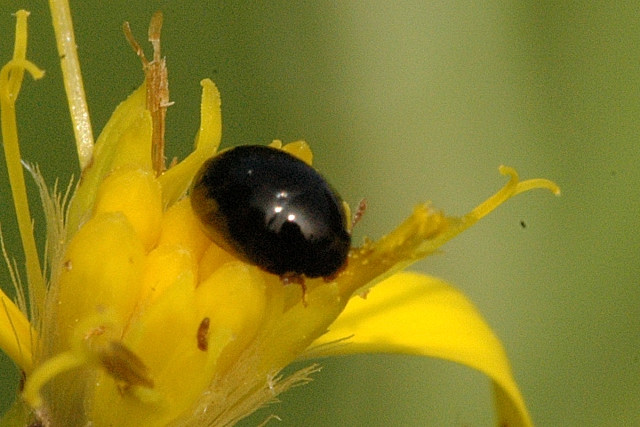
Apteropeda orbiculata
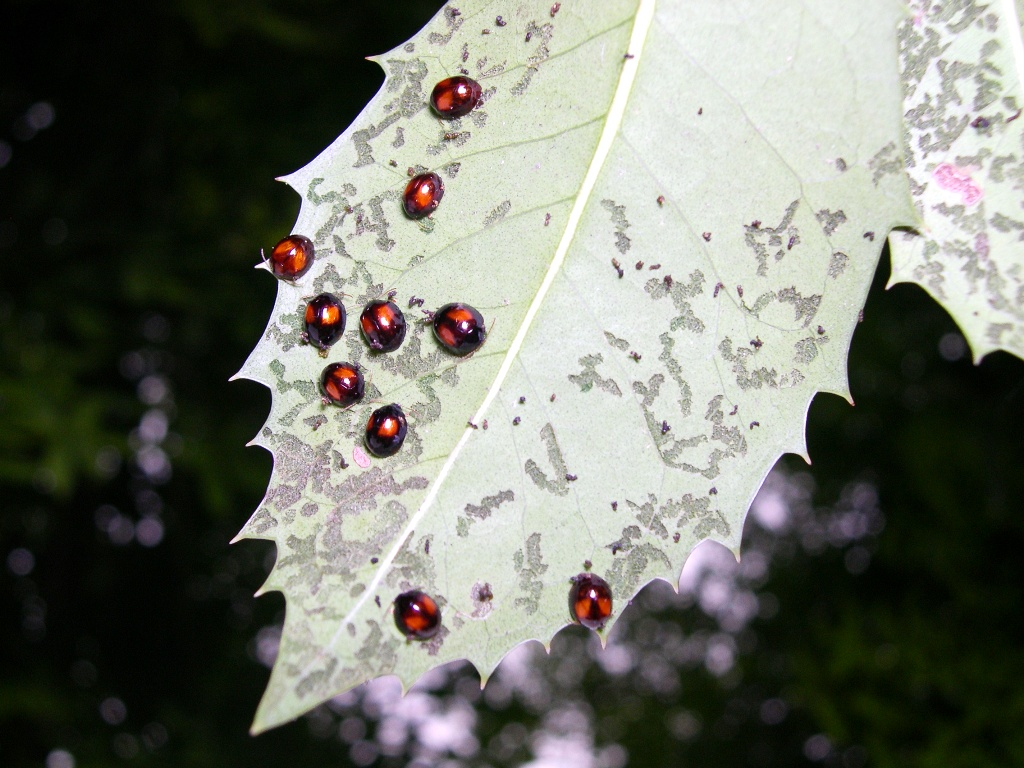
Argopistes coccinelliformis amid feeding damage on Osmanthus × fortunei
- Batophila rubi
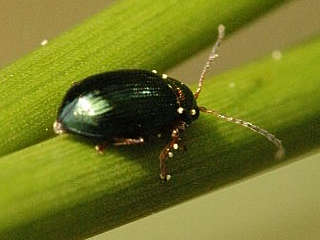
Crepidodera aurata
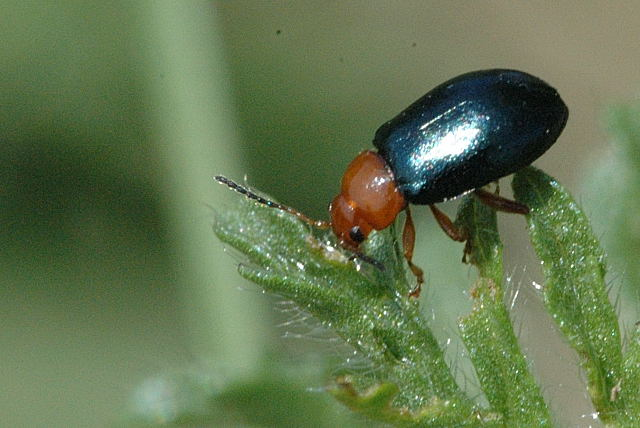
Podagrica fuscicornis
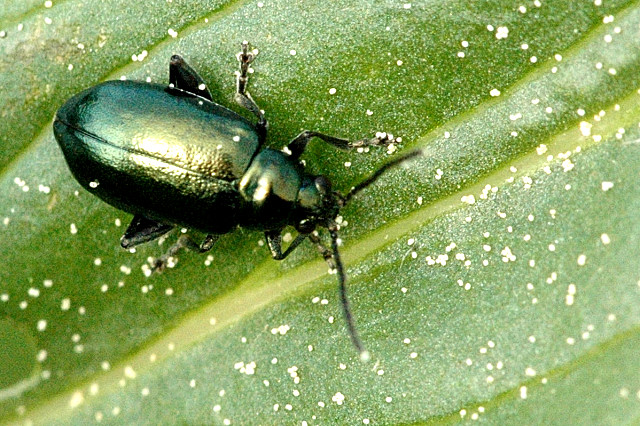
Altica lythri. Note thick hindleg femora
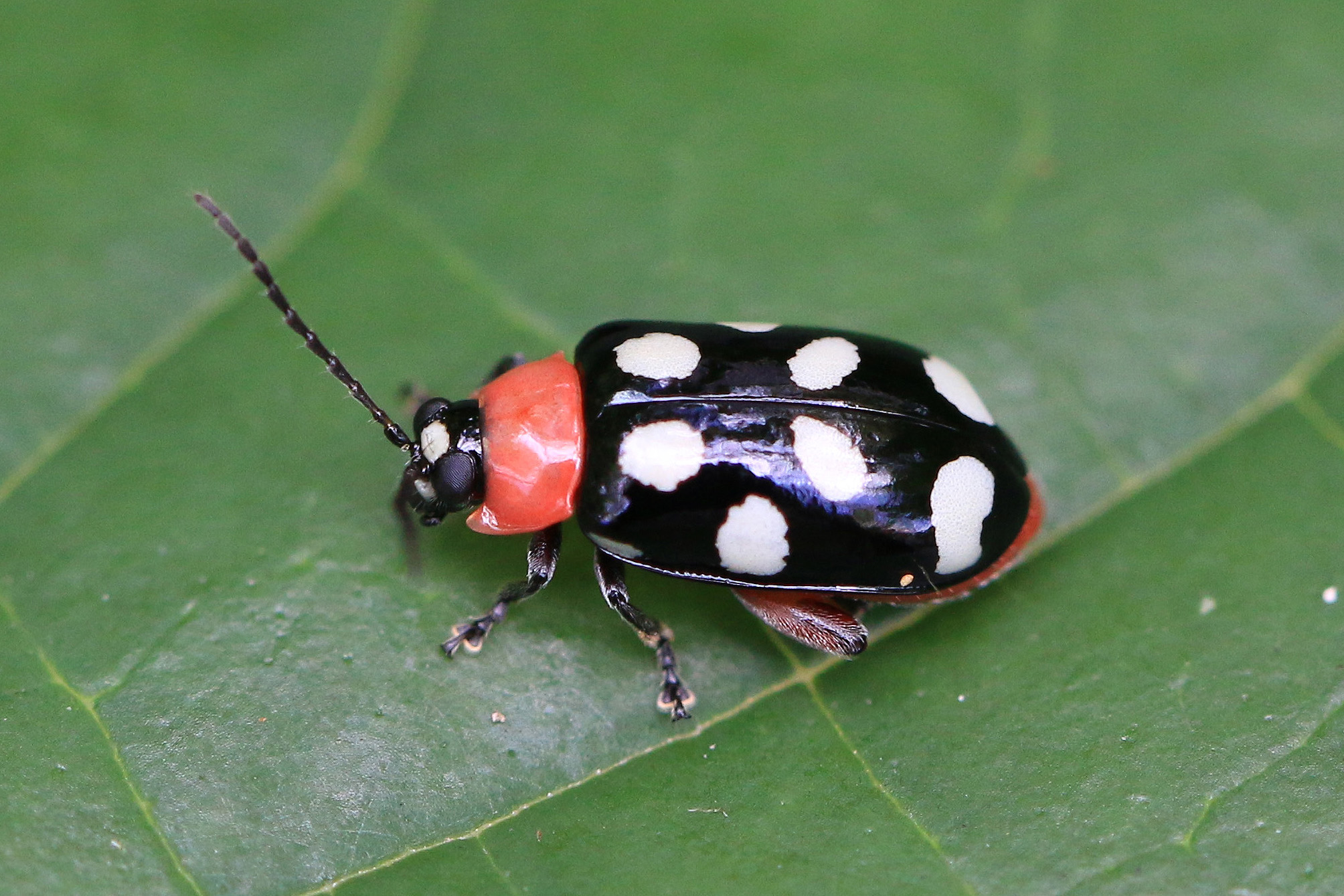
Eight-spotted flea beetle Omophoita cyanipennis